# CD Cinfães
Der Clube Desportivo de Cinfães ist ein portugiesischer Sportverein aus Cinfães, der vor allem für seine Fußballmannschaft bekannt ist.

## Geschichte und Hintergrund
CD Cinfães wurde 1931 gegründet und die Fußballmannschaft spielte zunächst im regionalen Ligabereich. Der Klub stieg 1987 erstmals in die Terceira Divisão auf und schwankte in der Folge zwischen nationalem und regionalem Spielbetrieb. Nach dem Aufstieg in die zwischenzeitlich nur noch viertklassige Terceira Divisão 2002 konnte sich der Klub erstmals länger halten, belegte aber am Ende der Spielzeit 2005/06 neben dem Padroense FC und ADR Tarouquense nur einen Abstiegsplatz. Nach der Rückkehr 2008 schaffte der Klub in der Spielzeit 2010/11 als Tabellenzweiter hinter dem SC São João de Ver die Qualifikation zur Aufstiegsrunde, in der die Mannschaft nach acht Siegen in zehn Spielen den Sprung in die drittklassige Segunda Divisão schaffte. In der Drittligasaison 2012/13 verpasste die Mannschaft als Vizemeister hinter Académico de Viseu FC die Qualifikationsrunde zur Segunda Divisão B um fünf Punkte.
Aufgrund einer Ligareform kam CD Cinfães 2013 in das neu als dritthöchste Spielklasse geschaffene Campeonato Nacional de Seniores. Nach Plätzen im vorderen Mittelfeld verpasste der Klub am Ende der Spielzeit 2018/19 auf dem besten Abstiegsplatz liegend gemeinsam mit GD Gafanha, SC Penalva do Castelo, FC Cesarense und SC Mêda den Klassenerhalt. 2024 gelang dem Klub die Rückkehr aus dem regionalen Distriktfußball in die nun in Campeonato de Portugal umbenannte Spielklasse, die seit Einführung der Liga 3 2021 die vierthöchste Spielklasse darstellt.